# Cyornis sanfordi
Cyornis sanfordi là một loài chim trong họ Muscicapidae.